# J&S Cup 2006
52°13′11.6″ пн. ш. 21°2′16.3″ сх. д. / 52.219889° пн. ш. 21.037861° сх. д.
Warsaw Open 2006 - жіночий тенісний турнір, що проходив у Варшаві (Польща). Належав до турнірів 2-ї категорії в рамках Туру WTA 2006. Відбувся водинадцяте і тривав з 1 до 7 травня 2006 року. Кім Клейстерс виграла свій перший титул за сезон і перший на цьому турнірі.

## Учасниці

### Сіяні пари
| Player             | Країна     | Рейтинг* | Сіяна |
| ------------------ | ---------- | -------- | ----- |
| Кім Клейстерс      | Бельгія    | 2        | 1     |
| Патті Шнідер       | Швейцарія  | 4        | 2     |
| Олена Дементьєва   | Росія      | 9        | 3     |
| Світлана Кузнецова | Росія      | 10       | 4     |
| Франческа Ск'явоне | Італія     | 11       | 5     |
| Анастасія Мискіна  | Росія      | 12       | 6     |
| Вінус Вільямс      | США        | 13       | 7     |
| Даніела Гантухова  | Словаччина | 16       | 9     |

- Рейтинг подано of 24 квітня 2006.
- Восьма сіяна Анна-Лена Гренефельд знялась через розтягнення підколінного сухожилля, тож Даніела Гантухова стала дев'ятою сіяною

### Інші учасниці
Нижче наведено учасниць, які отримали вайлд-кард на участь в основній сітці:
- Агнешка Радванська
- Уршуля Радванська

Нижче наведено гравчинь, які пробились в основну сітку через стадію кваліфікації:
- Еммануель Гальярді
- Тетяна Перебийніс
- Юлія Вакуленко
- Галина Воскобоєва

Такі тенісистки потрапили в основну сітку як Щасливі лузери:
- Цветана Піронкова

## Переможниці та фіналістки

### Одиночний розряд
Кім Клейстерс —  Світлана Кузнецова, 7-5, 6-2

### Парний розряд
Анастасія Мискіна /  Олена Лиховцева —  Анабель Медіна Гаррігес /  Катарина Среботнік, 6-3, 6-4